# Anna Bielawska
Anna Bielawska – polska naukowiec, profesor nauk farmaceutycznych.

## Życiorys
Od 1982 pracuje na Akademii Medycznej w Białymstoku, gdzie w 1988 uzyskała stopień naukowy doktora. W 2004 na podstawie osiągnięć naukowych i złożonej rozprawy "Badania nad ograniczeniem niepożądanych efektów ubocznych działania leków przeciwnowotworowych: prolinowe i amidynowe analogi leków przeciwnowotworowych" otrzymała na Akademii Medycznej im. Feliksa Skubiszewskiego w Lublinie stopień naukowy doktora habilitowanego nauk farmaceutycznych. W 2012 uzyskała tytuł naukowy profesora.
Kierownik Samodzielnej Pracowni Biotechnologii UMB. Wcześniej pracowała w Samodzielnej Pracowni Syntezy i Technologii Środków Leczniczych UMB. Pełniła również funkcję kierownika Zakładu Farmacji Stosowanej UMB.
Prywatnie żona profesora Krzysztofa Bielawskiego.